# Greatest Hits, Vols. I and II. (Queen)
A Hollywood Records lançou este box em 1995 também conhecido como "The Gold Collection" que é o relançamento dos álbuns Greatest Hits e Greatest Hits II.